# Dionisio e Ariadne (Pittoni, MASP)
Dionísio e Ariadne (em italiano:  Dioniso e Arianna) é uma obra de arte do artista italiano Giambattista Pittoni que se encontra no Museu de Arte de São Paulo. Trata-se uma de várias pinturas do referido pintor com a mesma temática: Bacco e Arianna.

## Histórico
Finalizado em 1830, é uma obra de arte exposto na Museu de Arte de São Paulo, São Paulo, no Brasil.